# Lefter Küçükandonyadis
Lefter Küçükandonyadis, (Estambul, 22 de diciembre de 1924-Estambul, 13 de enero de 2012), fue un jugador de fútbol turco, reconocido como uno de los más grandes futbolistas del Fenerbahçe y de la selección de fútbol de Turquía.

## Vida
De origen griego, nació en Büyükada, provincia de Estambul, como uno de los once hijos de una familia de pocos recursos, formada por un pescador y de una sastre, Jristos y Aryiró. 

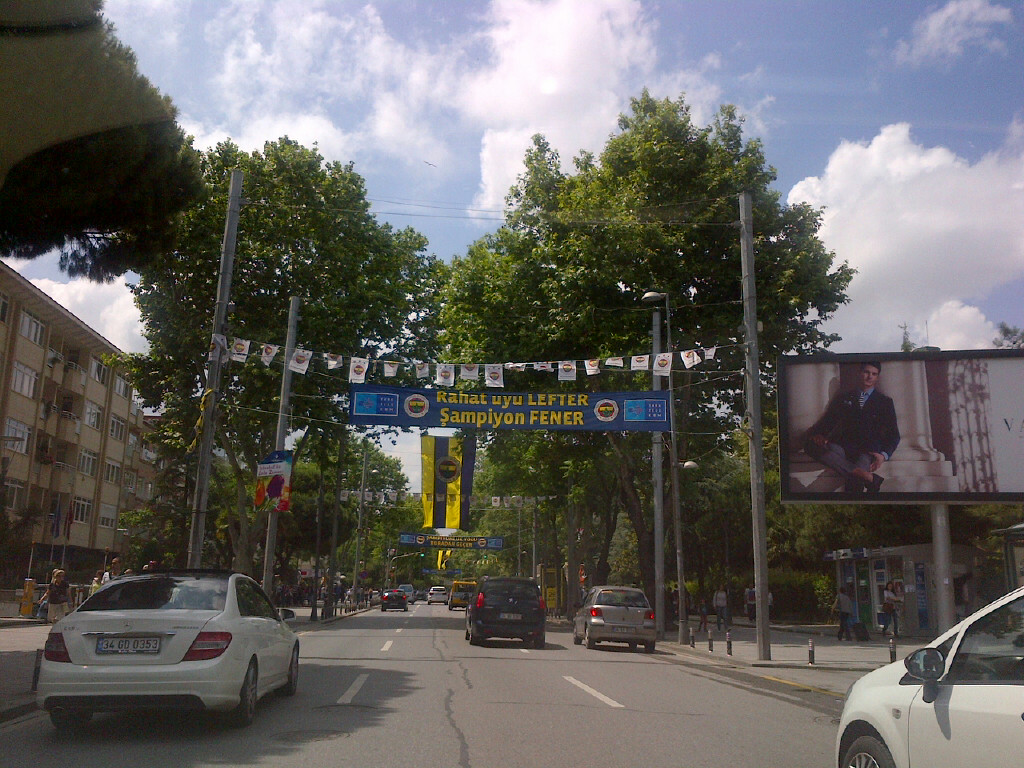
Divisas de "Rahat uyu Lefter, şampiyon Fener" (Duerme en paz Lefter, el campeón es Fener) en Avenida Bağdat, Kadıköy, Estambul después de la temporada 2013-2014 de la Superliga turca. Lefter Küçükandonyadis era uno de los jugadores más queridos de Fenerbahçe y del equipo nacional turco.

La mayor parte de su vida la vivió en su querida isla Büyükada (o Prinkipo) del mar de Mármara, como miembro de la minoría griega de Turquía, y siempre volvió a la isla a pesar de haber sido traspasado a equipos de varias ciudades de Turquía y del exterior, como jugador o entrenador.

## Carrera deportiva
Aunque comenzó su carrera de futbolista en Büyükada —una isla en el mar de Mármara que forma parte de la ciudad de Estambul— su primer equipo profesional fue el Taksim SK, un club radicado en la parte europea de Estambul. Küçükandonyadis fue traspasado al Fenerbahçe en 1947, en el que fue exitoso desde el primer momento. Fue uno de los primeros futbolistas turcos en jugar en el extranjero; durante la temporada 1951-1953 en la ACF Fiorentina en Italia y posteriormente en el OGC Nice en Francia. Volvió al Fenerbahçe, donde ganó dos títulos de la liga de Estambul y más tarde, con la creación de la liga nacional turca, tres títulos de liga turca (1959, 1961 y 1964).
Fue el máximo goleador de la liga turca en la temporada 1953-1954. Küçükandonyadis anotó 423 goles en un total de 615 partidos con el Fenerbahçe [cita requerida]. Tras finalizar su periodo profesional en Turquía en 1964, Küçükandonyadis jugó una temporada en Grecia con el AEK Atenas FC. Tomó parte en 5 partidos de la temporada de 1965 anotando dos goles antes de que una lesión en un encuentro contra el Iraklis le forzara a retirarse.

## Selección nacional
Küçükandonyadis llegó a jugar en 50 ocasiones en la selección de fútbol de Turquía, 9 de ellas como capitán. En el mundial de 1954 anotó 2 goles, uno contra Alemania Occidental y otro contra Corea del Sur. Consiguió un total de 22 goles en la selección turca y fue su máximo goleador hasta ser superado por Hakan Şükür. Fue el primer futbolista turco en recibir la medalla de honor de oro de la federación de fútbol de Turquía por haber jugado en 50 partidos internacionales.

## Carrera como entrenador
Küçükandonyadis entrenó al Egaleo F.C. en Grecia y al Supersport United en Sudáfrica. Posteriormente regresó a Turquía, donde entrenó al Samsunspor, al Orduspor, al Mersin Idmanyurdu y al Boluspor.

## Palmarés

### En Fenerbahçe
- Campeonato turco: 1959, 1961, 1964
- Copa Atatürk: 1964
- Liga de fútbol de Estambul: 1948, 1957, 1959
- Liga Nacional: 1950

### En el Equipo Nacional
- Segundo lugar en la "Copa del Mediterráneo" en 1949 (por detrás de Italia) organizada en Grecia.

## Legado
Küçükandonyadis era conocido también como "Ordinaryüs" (profesor emérito universitario) en Turquía. Una estatua suya se erigió cerca del Estadio Şükrü Saracoğlu en 2009.
Lefter era muy querido por toda la comunidad deportiva de Turquía, y especialmente del club deportivo Fenerbahçe. Fenerbahçe dedicó su primer campeonato de Süperlig turca después de su fallecimiento a Lefter. (Ve foto donde se lee "Rahat uyu Lefter, şampiyon Fener". En español: Duerme en paz Lefter, el campeón es Fener.)

## En cultura popular
En el turco existe el dicho "Ver Lefter'e yaz deftere". Esto significa "dále [el pase] a Lefter, anótalo [el gol] en el libro" y se utiliza para identificar un empeño imposible de fallar.